# Struthanthus woodsonii
Struthanthus woodsonii là một loài thực vật có hoa trong họ Loranthaceae. Loài này được Cufod. miêu tả khoa học đầu tiên năm 1934.